# Meridiano 150 este

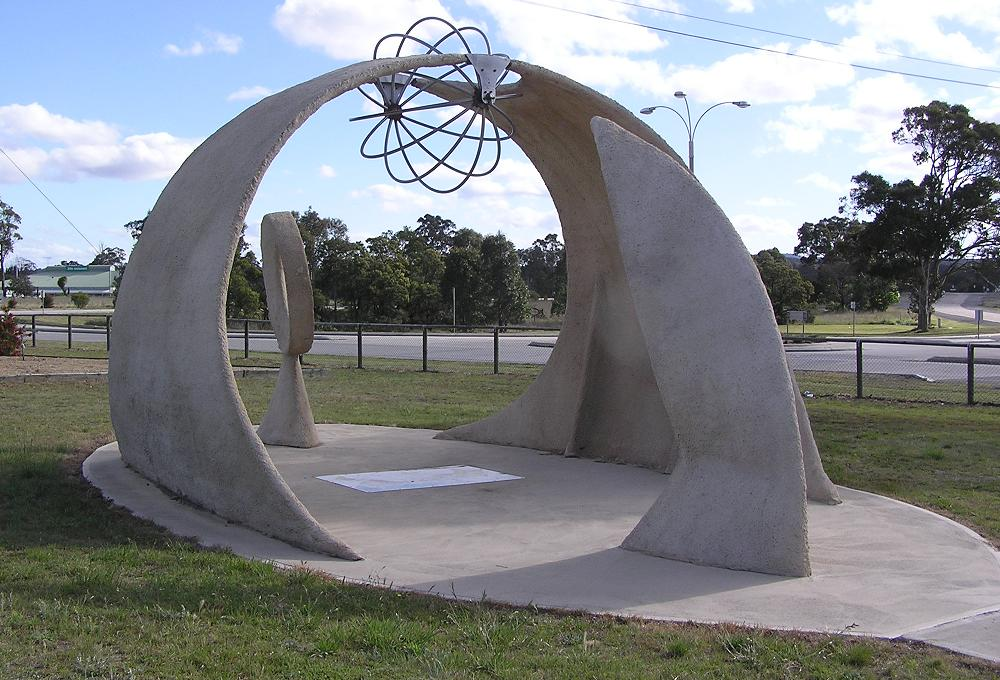
Monumento en Nueva Gales del Sur

El meridiano 150 este es una línea de longitud que se extiende desde el Polo Norte atravesando el Océano Ártico, Asia, el Océano Pacífico, Australasia, el Océano Antártico y la Antártida hasta el Polo Sur.
El meridiano 150 este forma un gran círculo con el meridiano 30 oeste.

## De Polo a Polo
Comenzando en el Polo Norte y dirigiéndose hacia el Polo Sur, el meridiano atraviesa:
| Coordenadas                        | País, territorio o mar  | Notas |
| ---------------------------------- | ----------------------- | --- |
| 90°0′N 150°0′E / 90.000, 150.000   | Océano Ártico           | Mar de Siberia Oriental |
| 76°46′N 150°0′E / 76.767, 150.000  | Mar de Siberia Oriental | |
| 75°12′N 150°0′E / 75.200, 150.000  | Rusia                   | Islas de Nueva Siberia |
| 74°48′N 150°0′E / 74.800, 150.000  | Mar de Siberia Oriental | |
| 71°59′N 150°0′E / 71.983, 150.000  | Rusia                   | |
| 59°41′N 150°0′E / 59.683, 150.000  | Mar de Ojotsk           | |
| 46°2′N 150°0′E / 46.033, 150.000   | Rusia                   | Isla de Urup |
| 45°49′N 150°0′E / 45.817, 150.000  | Océano Pacífico         | |
| 8°54′N 150°0′E / 8.900, 150.000    | Micronesia              | Atolón Namonuito |
| 8°33′N 150°0′E / 8.550, 150.000    | Océano Pacífico         | |
| 1°40′S 150°0′E / -1.667, 150.000   | Papúa Nueva Guinea      | |
| 1°41′S 150°0′E / -1.683, 150.000   | Océano Pacífico         | Mar de Bismarck |
| 2°27′S 150°0′E / -2.450, 150.000   | Papúa Nueva Guinea      | Isla de Nueva Hanover |
| 2°31′S 150°0′E / -2.517, 150.000   | Océano Pacífico         | Mar de Bismarck |
| 5°8′S 150°0′E / -5.133, 150.000    | Papúa Nueva Guinea      | Isla de Nueva Bretaña |
| 6°18′S 150°0′E / -6.300, 150.000   | Mar de Salomón          | |
| 9°38′S 150°0′E / -9.633, 150.000   | Papúa Nueva Guinea      | Isla de Nueva Guinea |
| 9°44′S 150°0′E / -9.733, 150.000   | Mar de Salomón          | |
| 10°5′S 150°0′E / -10.083, 150.000  | Papúa Nueva Guinea      | Isla de Nueva Guinea |
| 10°36′S 150°0′E / -10.600, 150.000 | Océano Pacífico         | Mar del Coral — pasando al este de la Isla Willis en Territorio de las Islas del Mar del Coral (en 16°17′S 149°58′E / -16.283, 149.967) |
| 22°6′S 150°0′E / -22.100, 150.000  | Australia               | Queensland Nueva Gales del Sur — desde 28°35′N 150°0′E / 28.583, 150.000                                                                |
| 36°41′S 150°0′E / -36.683, 150.000 | Océano Pacífico         | |
| 37°9′S 150°0′E / -37.150, 150.000  | Australia               | Nueva Gales del Sur |
| 37°15′S 150°0′E / -37.250, 150.000 | Océano Pacífico         | |
| 60°0′S 150°0′E / -60.000, 150.000  | Océano Antártico        | |
| 68°26′S 150°0′E / -68.433, 150.000 | Antártida               | Territorio Antártico Australiano, reclamado por Australia                                                                               |